# 朵甘川招討司
朵甘川招討司是明朝藏区土司机构名称。
洪武七年（1374年）十二月设置朵甘川招討司，辖地在今四川省甘孜藏族自治州境内，其地通过传统茶马互市和贡赐贸易和汉地保持政治经济文化交往。贡使开始一年进北京一次，成化年间改为三年一贡。给与勘合，於四川比号，从雅州进入汉地。所属官员按照明朝土官的制度承袭。